# Abimael Guzmán
Manuel Rubén Abimael  Guzmán Reynoso, alias camarada Gonzalo, appelé aussi presidente Gonzalo, né le 3 décembre 1934 à Mollendo (province d'Islay, région d'Arequipa) dans le sud du Pérou et mort en détention le 11 septembre 2021 à Callao (Pérou), est un philosophe, professeur d'université, homme politique et révolutionnaire péruvien fondateur et haut dirigeant du parti communiste révolutionnaire Sentier lumineux (PCP-SL), qui provoque le conflit armé du pays entre 1980 et 2000, causant la mort ou la disparition de plus de 70 000 Péruviens.

## Biographie

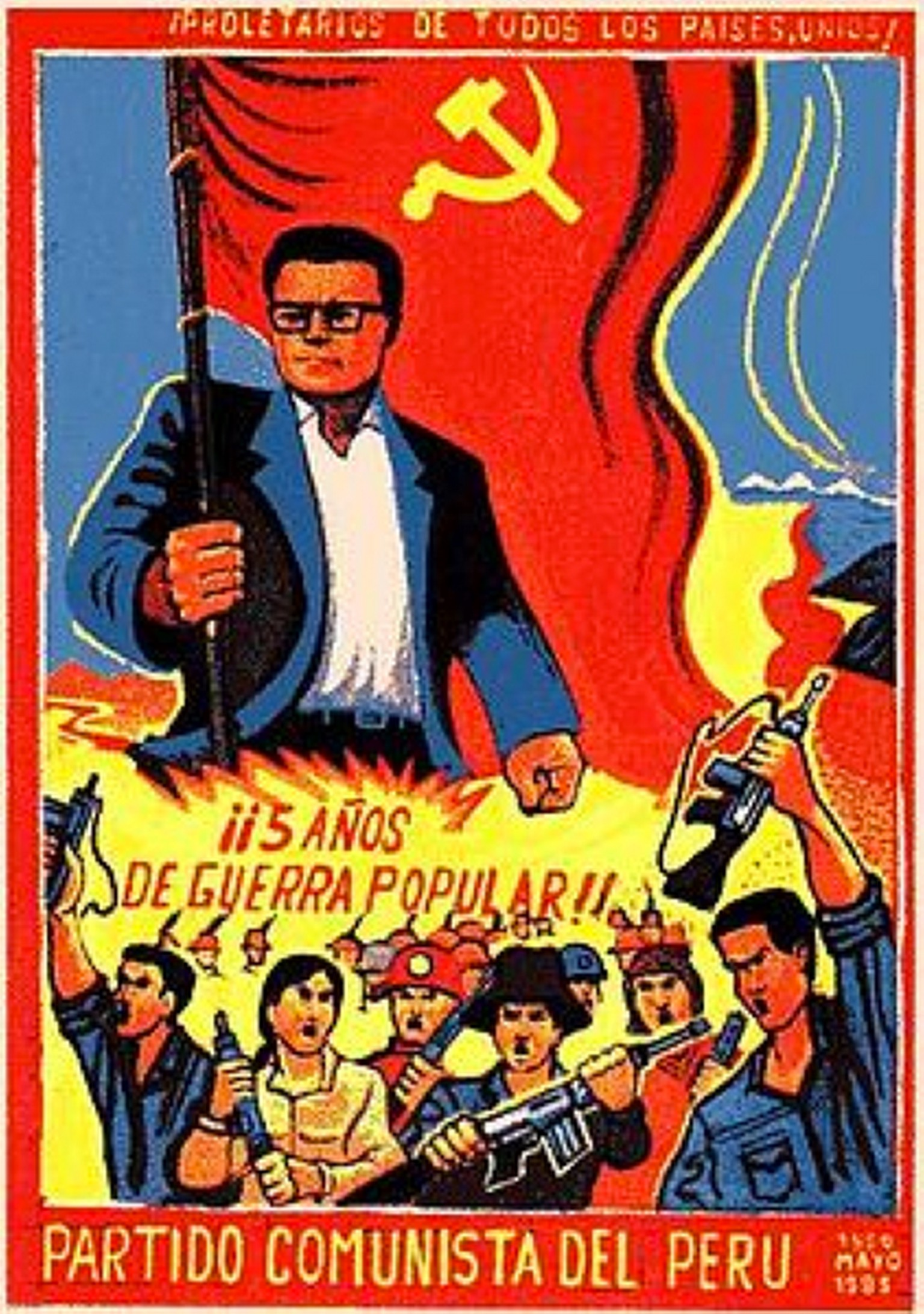
Affiche du Sentier lumineux célébrant cinq ans de guerre populaire, Abimael Guzmán tenant le drapeau adopté par le groupe révolutionnaire (1985).

Abimael Guzmán est le fils d'Abimael Guzmán Silva, un comptable de la classe moyenne qui a eu 6 enfants avec 3 femmes différentes, et de Berenice Reinoso Cervantes. Sa mère est morte alors qu'il avait cinq ans. Dès lors, de 1939 à 1946 il part vivre avec ses oncles maternels, avant de se rendre avec son père dans la province de Callao. Après des études de philosophie, il devient professeur de philosophie à l'université d'Ayacucho, une région pauvre du Pérou. En dissidence du Parti communiste péruvien, il se tourne vers le maoïsme. Après un séjour de plusieurs mois en Chine, il démissionne de l'université en 1978, et entre dans la clandestinité pour fonder le Sentier lumineux, un mouvement politique et idéologique mixant des croyances allant du communisme à la mythologie inca, qui prône la lutte armée pour renverser l'État péruvien.
L'appellation de l'organisation vient d'une citation d’un auteur péruvien qui écrit : « le marxisme-léninisme ouvrira le Sentier Lumineux jusqu'à la Révolution ».

### Activité avec le Sentier Lumineux
À ses débuts, le Sentier Lumineux était limité aux cercles académiques des universités péruviennes. Cependant, à la fin des années 1970, le mouvement est devenu un groupe subversif centré à Ayacucho. Le 17 mai 1980, le groupe proclame le début de la lutte armée contre l'État péruvien.
Sa première action a été de brûler des bulletins de vote à Chuschi , une ville proche d'Ayacucho, dans le but de s'introduire dans les premières élections organisées au Pérou depuis 1963 en raison de l'interruption de la démocratie par le gouvernement militaire. En second lieu ils s'attaquent à des postes de télécommunication, des mairies et commissariats de police pour récupérer des armes pour pouvoir s'attaquer à des bâtiments officiels.
Par la suite, le Sentier Lumineux s'est agrandi pour contrôler de vastes territoires ruraux et pauvres dans le centre et le sud du pays, zones n'étant pas choisies au hasard ayant déjà été témoins dans les années 1960 d'une révolution populiste de gauche (matée par l'armée et la CIA) et grand lieu international de production de coca.
À noter aussi une présence dans des zones proches de la capitale Lima où ils ont perpétré de nombreuses attaques terroristes. Le gouvernement ne les considère pas comme des ennemis politiques mais plutôt comme des délinquants, cela changera en 1992 quand le président Fujimori décréta l'état d'urgence dans certaines régions du pays.
Le but de la campagne armée du Sentier était de démoraliser, déstabiliser et de saper le gouvernement et le peuple péruviens afin de créer une situation propice à un coup d'État qui amènerait les terroristes au pouvoir.

### Arrestation et jugement

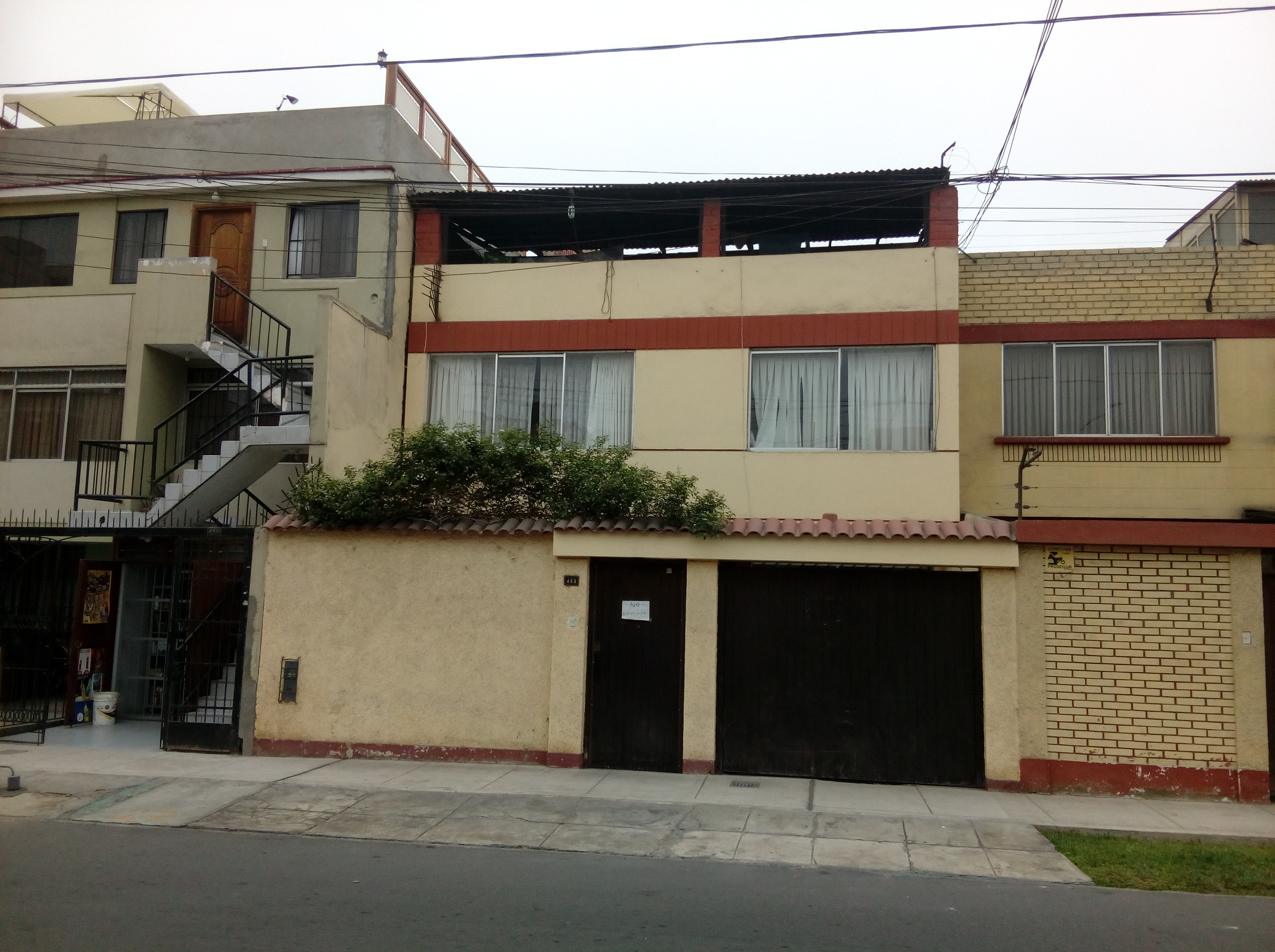
Maison située au 459, rue Varsovie dans le district de Surquillo où le chef du Sentier lumineux Abimael Guzman a été capturé par les forces du GEIN le 12 septembre 1992.

Son organisation est à l'image de son fondateur : obsédée par le secret. Ainsi, entre 1977 et 1991, les autorités ne parviennent à mettre la main sur aucune photo ou vidéo de lui. En 1992, durant le premier gouvernement d'Alberto Fujimori, le Groupe spécial d'intelligence (Grupo Especial de Inteligencia - GEIN) de la Direction nationale contre le Terrorisme (DINCOTE) commence à chercher dans plusieurs résidences de Lima, suspectant que les terroristes les utilisaient comme refuge. Une des maisons surveillées, située dans le quartier aisé de Surquillo, est celle de la danseuse Maritza Garrido Lecca, qui y vivait supposément seule. Cependant, les agents du GEIN remarquent que les poubelles de cette maison contiennent beaucoup plus de déchets que ce qu'une seule personne peut produire. Surtout, ils découvrent des tubes de crèmes et de médicaments utilisés pour le traitement du psoriasis, une maladie de peau dont ils savent que Guzmán souffre. Le 12 septembre 1992, le GEIN fait irruption dans la maison. Au second étage, ils trouvent et arrêtent Abimael Guzmán, et huit autres dirigeants du Sentier Lumineux, dont Laura Zambrano et Elena Iparraguirre (en), cette dernière étant la compagne de Guzmán.[réf. nécessaire]
Lors de la capture, la police saisit l'ordinateur de Guzmán, qui contient des documents révélant la composition de son armée, les armes dont le groupe dispose ainsi que la localisation de leurs bases dans chaque région du pays. Le Sentier lumineux compte alors 23 430 membres, armés de 235 revolvers, 500 fusils, et 300 autres armes comme des grenades. Le gouvernement présente alors Guzmán comme un psychopathe et un délinquant commun, l'exposant publiquement devant tous les médias de communication dans une cage, vêtu d'un uniforme rayé blanc et noir.

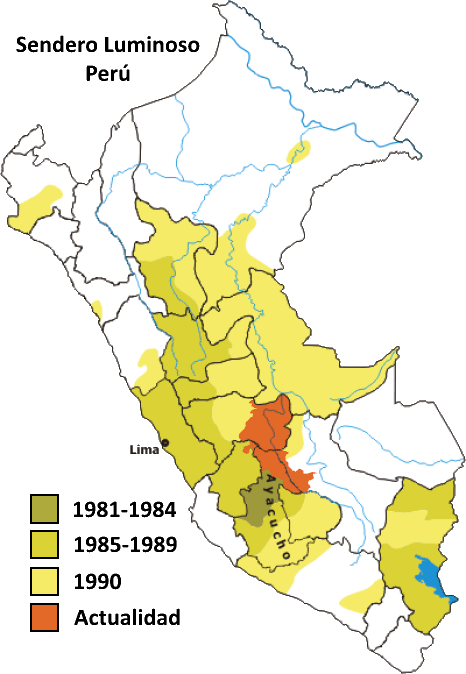

En octobre 1993, depuis sa prison, Guzmán propose, sous la pression du bras droit de Fujimori, Vladimiro Montesinos, un accord de paix entre les membres du Sentier lumineux encore dans la clandestinité et l'État péruvien, lequel ne se concrétise pas. Cette proposition a été débattue au sein des dirigeants du Sentier lumineux encore en liberté, certains s'estimant trahis par Guzmán, d'autres prenant cette déclaration comme un signe de la défaite du mouvement[réf. nécessaire].
Abimael Guzmán est jugé par un tribunal militaire formé de juges masqués, afin de les protéger ainsi que leurs familles de représailles. À l'issue de ce procès de trois jours, il est condamné à la prison à perpétuité et incarcéré à celle de la base navale de Callao. En 2003, le Tribunal constitutionnel estime que le tribunal militaire est anticonstitutionnel et ordonne un nouveau procès devant des juridictions civiles. Le 5 novembre 2004 commence le nouveau procès de Guzmán. Un scandale éclate après que Guzmán s'est servi de la présence de la presse internationale comme d'une vitrine pour son mouvement. Les trois juges nommés sont accusés en outre d'être trop cléments avec lui. Deux d'entre eux démissionnent. Un troisième procès est donc programmé. Il débute en septembre 2005 et condamne le 13 octobre 2006 Guzmán à une peine de prison à perpétuité pour terrorisme, meurtres et autres crimes commis dans le cadre du conflit entre la guérilla maoïste du Sentier lumineux et les militaires, qui a coûté la vie à 69 000 personnes entre 1980 et 2000. Il est détenu à la prison de Callao[réf. nécessaire]. En juin 2020, sa demande de libération (Habeas Corpus) est refusée.
Abimael Guzmán meurt en prison le 11 septembre 2021 à Callao, des suites d'une pneumonie bilatérale. Le système judiciaire refuse à sa veuve Elena Iparraguirre, également emprisonnée à perpétuité, le droit de l'enterrer et ordonne son incinération afin qu'une tombe ne devienne pas un lieu de pèlerinage pour les partisans du Sentier lumineux.